# Chauvé
Chauvé é uma comuna francesa na região administrativa da Pays de la Loire, no departamento de Loire-Atlantique. Estende-se por uma área de 40,98 km². Em 2010 a comuna tinha 2 937 habitantes (densidade: 71,7 hab./km²).